# ماضی استمراری
فعل گذشتهٔ استمراری یا ماضی استمراری یک ساختار فعلی است که زمان گذشته (اشاره به زمان گذشته) و حالت تداوم را ترکیب می‌کند؛ یعنی بیانگر کاری است که در گذشته، به شکل متداوم انجام می‌شود. برای نمونه فعل «راه می‌رفتم» یک فعل گذشتهٔ استمراری است. این ساختار در تضاد با ساختار گذشتهٔ ساده (مثلا «رفتم») است که به یک رویداد تمام‌شده در گذشته اشاره دارد.

## درزبان‌های هندواروپایی

### زبان انگلیسی
در انگلیسی نیز مانند فارسی برای یک عمل پیوسته در گذشته از این ساختار استفاده می‌شود. (مانند «I was eating» و «They were running») اما اگر فعل بیان‌گر یک حالت باشد با این ساختار صرف نخواهدشد.
معنا و مفهوم همچین ساختاری در انگلیسی گاهی با فعل کمکیِ used to یا would بیان می‌شود. (مانند «I used to eat a lot» و «I would eat early and would walk to school») همچنین این ساختار کمی در حالت شرطی نیز می‌تواند بیان شود.

### زبان‌های لاتین

#### لاتین
چند نمونه از صرف ماضی استمراری:
|     | parāre    | docēre    | legere    | capere     | scīre     | esse   |
| --- | --------- | --------- | --------- | ---------- | --------- | ------ |
| ego | parābam   | docēbam   | legēbam   | capiēbam   | sciēbam   | eram   |
| tū  | parābās   | docēbas   | legēbās   | capiēbās   | sciēbās   | erās   |
| is  | parābat   | docēbat   | legēbat   | capiēbat   | sciēbat   | erat   |
| nōs | parābāmus | docēbāmus | legēbāmus | capiēbāmus | sciēbāmus | erāmus |
| vōs | parābātis | docēbātis | legēbātis | capiēbātis | sciēbātis | erātis |
| eī  | parābant  | docēbant  | legēbant  | capiēbant  | sciēbant  | erant  |

جزئیات:
- این فعل با ba و abā نشانه‌گذاری می‌شود.

### زبان‌های رومی
در زبان‌های رومی این ساختار فعلی عموماً شکلی از گذشتهٔ ساده است و به کار می‌رود برای:
- عملی که در گذشته، منظما اتفاق می‌افتاد.
- توصیفی از افراد، چیزها یا شرایط گذشته.
- وضعیتی که در گذشته در حال پیشرفت بوده است یا برابر با ماضی بعید در فارسی.
- وضعیت جسمی یا روانی در حال پیشرفت در گذشته. («بودن»، «احساس‌کردن» و…)